# 坂浜
坂浜（さかはま）は、東京都稲城市に存在する大字。郵便番号は206-0822である。

## 概要
坂浜は多摩丘陵の一部に跨りながら位置し、同字は京王相模原線や東京よみうりカントリークラブ側と多摩カントリークラブ側のそれぞれの地区ごとに飛び地のように別れる。同字の周辺は南に平尾、北東に長峰や百村と同じ稲城市内の地名とそれぞれ接する。一方の南西側や南東側は神奈川県川崎市麻生区と接している。googleマップ
SOCOLA若葉台とプラウドシーズン若葉台は若葉台とつくが住所は坂浜である。

### 地価
住宅街の地価では2016年(平成28年)の公示地価によれば、大字坂浜字四十二号3173番5の地点で149,000円/m²となっている。

## 歴史

### 沿革
- 2019年3月2日 - 上平尾地区土地区画整理事業の完了に伴い、住所整理を実施。平尾及び坂浜の各一部を合わせて、平尾四丁目を新設。
- 2023年3月4日 - 坂浜の一部で住所整理を行い、坂浜三丁目～五丁目を新設。住所整理は小田良土地区画整理事業の完了に伴うもので、学園通り以東・天神通り以西・京王相模原線以南の地域で実施。また、多摩カントリークラブに隣接する一部を若葉台一丁目及び四丁目へ割譲。

## 世帯数と人口
2022年（令和4年）6月1日現在の世帯数と人口は以下の通りである。
| 大字 | 世帯数    | 人口    |
| ---- | --------- | ------- |
| 坂浜 | 1,643世帯 | 3,639人 |

## 小・中学校の学区
市立小・中学校に通う場合、学区は以下の通りとなる
| 番地                                               | 小学校                 | 中学校                 |
| -------------------------------------------------- | ---------------------- | ---------------------- |
| 2543番地 2610〜2616番地 2668番地 2671番地          | 稲城市立若葉台小学校   | 稲城市立稲城第六中学校 |
| 3320番地 3323番地 3324〜3329番地 3331番地 3333番地 | 稲城市立向陽台小学校   | 稲城市立稲城第五中学校 |
| その他                                             | 稲城市立稲城第二小学校 | 稲城市立稲城第二中学校 |

## 周辺の交通
道路
- 東京都道・神奈川県道19号町田調布線の現道側が坂浜字内（京王相模原線沿い）を南西から北東へ貫いている。なお町田調布線は現道の他に、バイパス区間もこの近くを貫いているがこの坂浜字内には通らず長峰字内を貫いている。

バス路線
- 小田急バスの新百合ヶ丘営業所の柿24系統の一部や稲03系統、稲02・新05・新06系統など、そして稲城市コミュニティバスであるiバスの一部のバス路線がそれぞれ、坂浜字内の町田調布線沿いなどを経由しながら稲城駅や若葉台駅などへ移動している。

鉄道
- 京王相模原線が貫くが坂浜字内に駅は存在せず、その字外の両脇に存在する稲城駅や若葉台駅が最寄り駅であるため、上記の小田急バスなどで向かうことができる。

## 周辺の施設など
教育施設
- 駒沢女子大学
- 駒沢女子短期大学
- 駒沢学園女子高等学校
- 東京都立若葉総合高等学校
- 稲城市立稲城第二中学校
- 稲城市立稲城第二小学校
- 稲城市立第三保育園

寺院
- 賓蔵院
- 玄忠寺
- 高勝寺

公園・ゴルフクラブ
- 小田良谷戸公園
- 清水谷戸緑地
- 東京よみうりカントリークラブ
- 多摩カントリークラブ

### 商業施設
- SOCOLA若葉台

## その他

### 警察
警察の管轄区域は以下の通りである。
| 番・番地等             | 警察署         | 交番・駐在所 |
| ---------------------- | -------------- | ------------ |
| 全域（3360番地を除く） | 多摩中央警察署 | 坂浜駐在所   |
| 3360番地               | 多摩中央警察署 | 長峰駐在所   |